# 青山景
青山 景（あおやま けい、1979年9月26日 - 2011年10月上旬）は、日本の漫画家。男性。

## 経歴
武蔵野美術大学視覚伝達デザイン学科卒後、2003年に『茶番劇』が第1回「イキマン」を受賞し、漫画家デビューした。
翌2004年、舞城王太郎の著作『ピコーン!』を『月刊IKKI』（小学館）で漫画化し、2005年に『SWWEEET』を『月刊IKKI』にて連載した。
以降、『ストロボライト』を『CONTINUE』（太田出版）に、『チャイナガール』を『ビッグコミックスペリオール』（小学館）に連載。2010年より『イブニング』（講談社）にて宗教を題材とした『よいこの黙示録』を連載した。思春期の少年少女を描いた作品が多いのが特徴であった。
2011年10月9日、講談社の関係者から「青山氏と連絡が取れない」と相談を受けた警視庁調布警察署の係官などが自宅を訪問したところ、浴室で首を吊った状態の青山を発見、その場で死亡が確認された。32歳没。その3日前の10月6日には、twitterにおいて遺書めいた書き込みをしていた。

## 作品
連載
- 『SWWEEET』（月刊IKKI 2005年4月号 - 2006年6月号、小学館）全2巻
- 『ストロボライト』（CONTINUE Vol.33 - 43、45 - 46、太田出版）全1巻
- 『チャイナガール』（シナリオ：花形怜、ビッグコミックスペリオール 2009年3号 - 11号、小学館）全1巻
- 『よいこの黙示録』（イブニング 2010年18号 - 2011年21号（未完）、講談社）全2巻

短編集
- 『ピコーン!』（2007年、小学館 ISBN 978-4091883568） - 原作：舞城王太郎
  - ピコーン!（月刊IKKI 2004年8月号別冊付録、小学館）
  - スクールアタック・シンドローム - 描き下ろし
- 『THE DOG RACE 〜青山景初期作品集〜』（2012年、小学館 ISBN 978-4091885821）
  - 茶番劇（月刊IKKI 2003年5月号、小学館）
  - ドリップ（月刊IKKI 2003年8月号、小学館）

イラスト
- 上海でホストになったボクの夢のような100日間（小山史著、村井光男編集、ナナロク社） - 表紙イラスト、挿絵

## 師匠
- 朔ユキ蔵